# 精矛神社
精矛神社（くわしほこじんじゃ）は、鹿児島県姶良市加治木町日木山に鎮座する神社。旧社格は県社。

## 祭神
精矛厳健雄命（くわしほこいずたけをのみこと）（島津義弘公）を祀る。

## 沿革

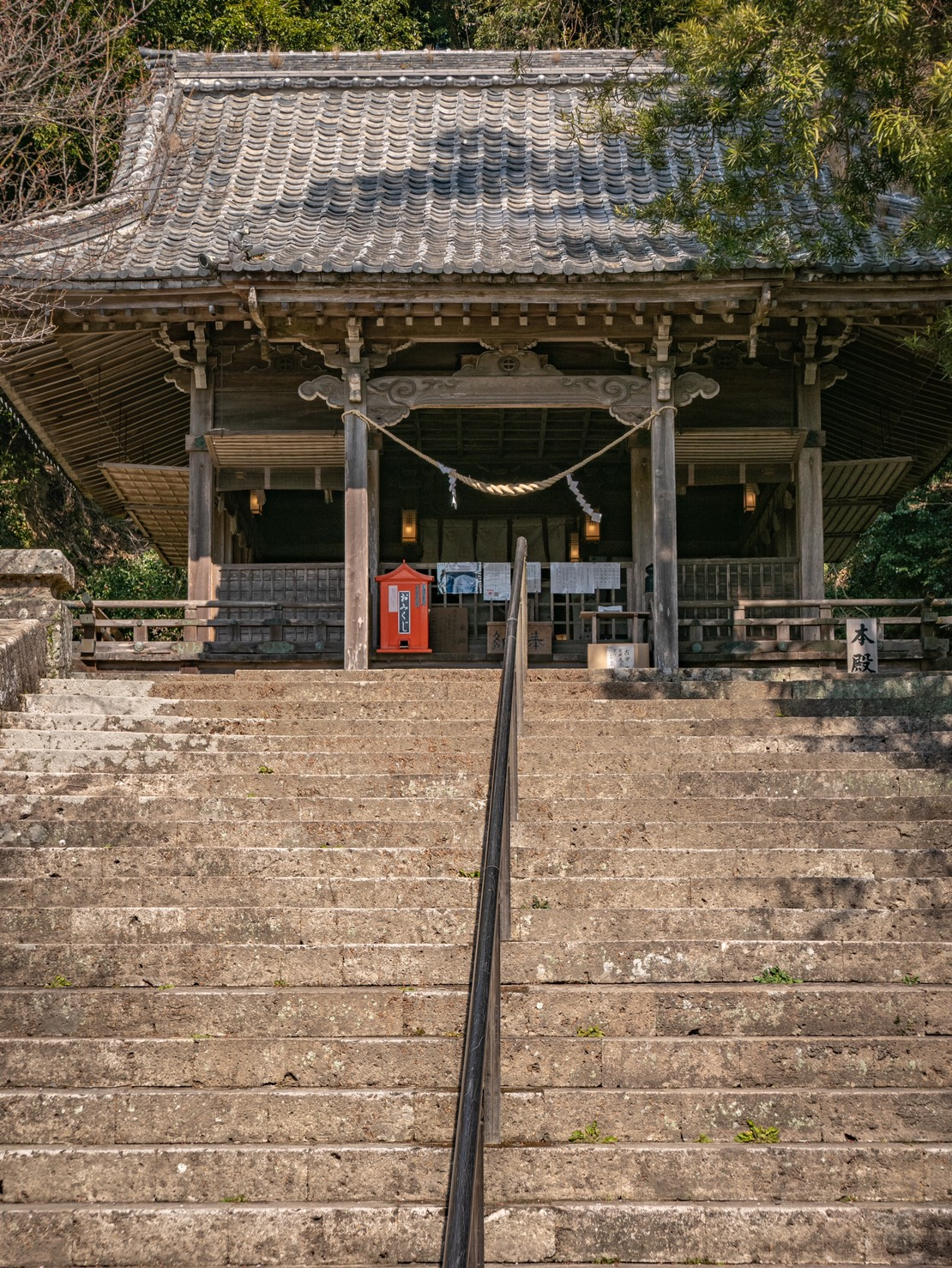
拝殿

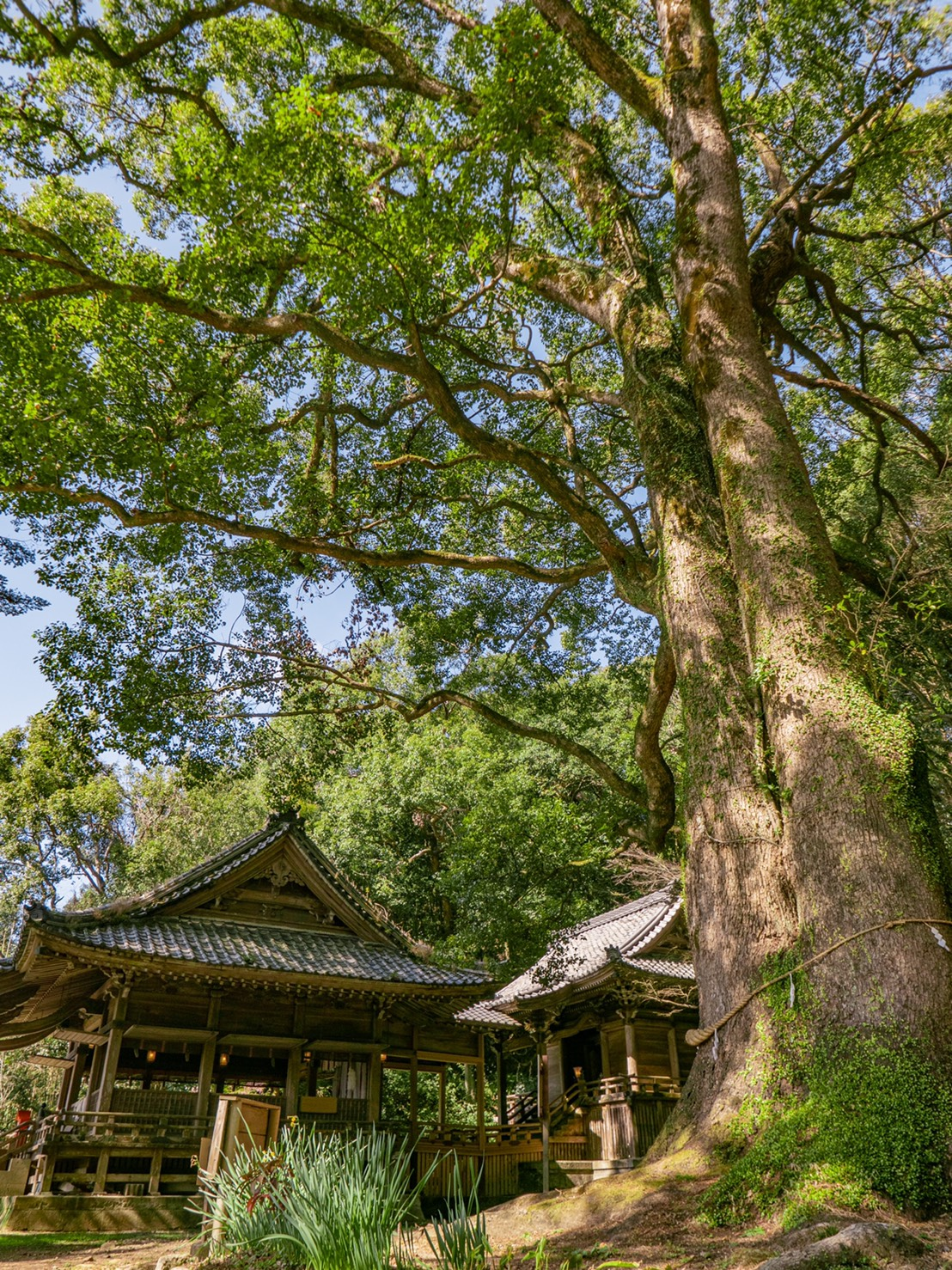
拝殿と御神木

明治2年（1869年）に現在の鹿児島県立加治木高等学校、柁城小学校の敷地に当たる場所（ここは祭神でもある島津義弘が亡くなるまで過ごしていた加治木館の場所である）に造営され、神号の精矛厳健雄命から精矛神社と命名された。のち、大正7年（1918年）に、没後300年にあたって、現在地にあらたに造営遷座された。宮司は加治木島津家第13代当主でもある島津義秀が務めている。

## 主な行事
- 7月 - 精矛神社六月灯
- 7月21日 - 島津義弘公ご命日祭
- 9月 - 十五夜
- 10月 - 泗川合戦合戦供養祭
- 10月 - 関ヶ原合戦供養祭
- 11月 - 義弘公奉賛弓道大会
- 11月 - 義弘公奉賛剣道大会